# Doce de leite

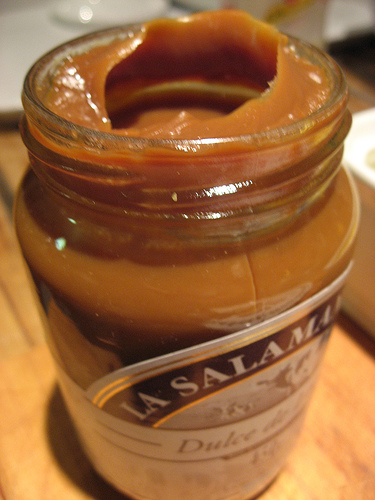
Um pote de doce de leite

O doce de leite (em espanhol: Dulce de leche) é um doce à base de leite e açúcar e tradicional em vários países da América Latina. Geralmente é feito ao se ferver leite com açúcar ou cozinhando leite condensado, sendo usado em balas e outras comidas doces, como bolos, biscoitos ou sorvete e em alguns lugares, é apreciado com torradas ou utilizado como recheio de churros.
As variações mais comuns do doce são a pastosa e a sólida (que pode ser cortada em barras ou pedaços), que se diferenciam por sua consistência.

## Origem
A origem do doce de leite é incerta, mas está ligada à rápida expansão na produção de sacarose de cana-de-açúcar nas ilhas ibéricas atlânticas, no século XV, e no Brasil, América Central e Antilhas a partir do século XVI e à possibilidade de seu uso para preservação do leite. Como primeiro edulcorante de produção em grande escala, o açúcar da cana passa a ser usado na conservação de vários produtos orgânicos, inclusive o leite de vaca ou de cabra, dando origem a produtos similares ao doce de leite atual, pastoso ou sólido, em toda a América Latina e em determinadas localidades ibéricas. 
Uma versão patriótica argentina afirma que ele teria sido inventado por Juan Manuel de Rosas, um político argentino do século XIX. Ele estaria preparando um pouco de leite quente numa tarde de inverno, quando alguém bateu à porta. Ele esqueceu a panela no fogo, dando origem ao doce de leite.

## Variações regionais

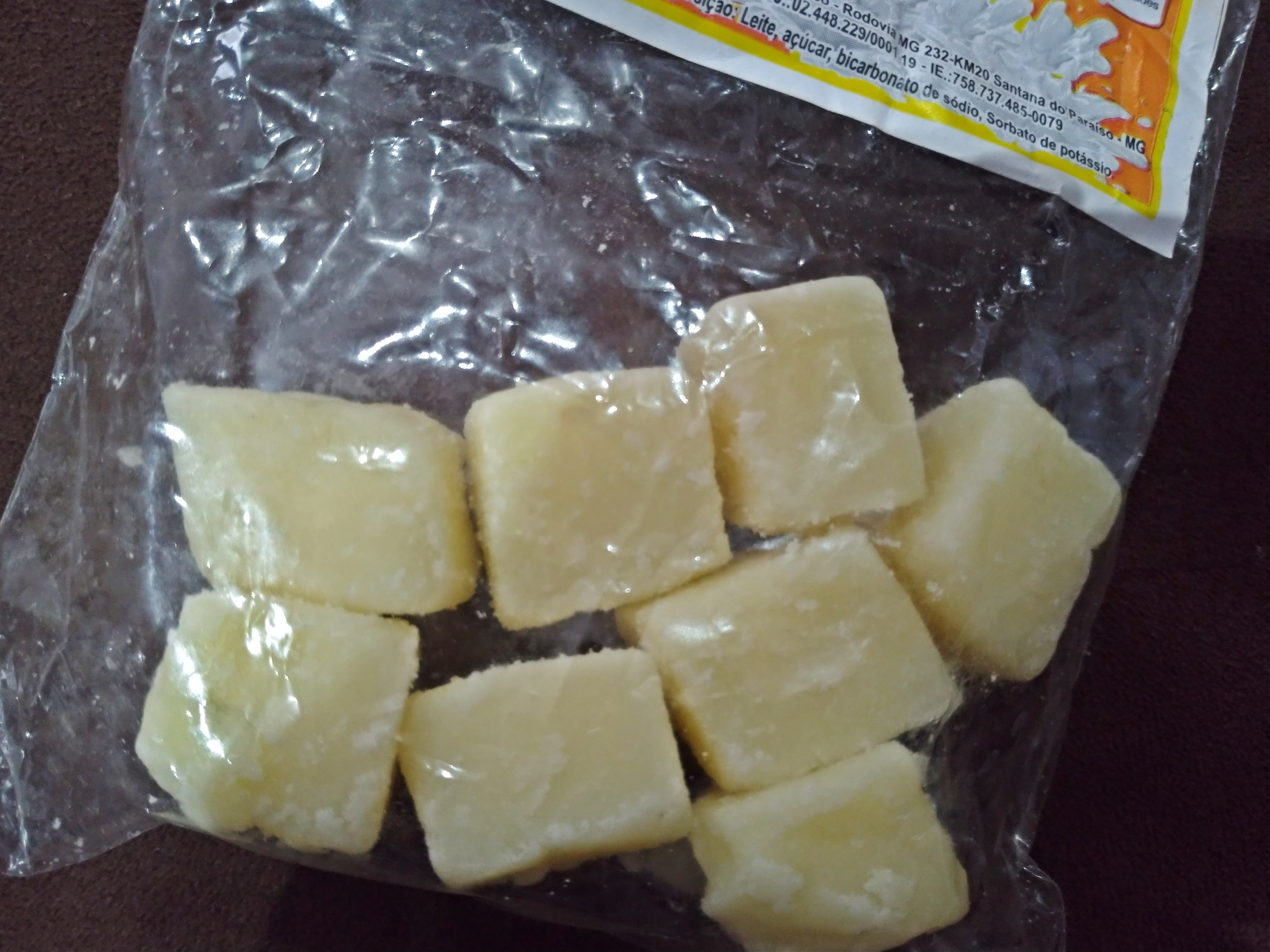
Doce de leite de corte produzido em Santana do Paraíso, Minas Gerais, Brasil.

No Brasil, o doce normalmente é produzido em escala industrial por empresas beneficiadoras de laticínios; além de produção artesanal, quando é comercializada por pequenas marcas. Os doces de leite produzidos no estado de Minas Gerais são particularmente valorizados por ainda hoje manterem sua produção baseada em tradicionais métodos artesanais.
Na Colômbia ele é chamado de arequipe, manjar blanco e panelitas de leche. Na Argentina, as marcas mais populares são La Serenísima e Sancor, já na Venezuela, o doce é tradicionalmente feito na cidade de Coro, onde é vendido puro ou com chocolate (dulce de leche con chocolate). No México, ele é chamado de cajeta  por associação às pequenas caixas de madeira nas quais o doce é vendido. Nesse país, o doce é feito com metade de leite de vaca e metade de leite de cabra .
Na França, a confiture de lait é também muito popular, especialmente na região Normandia e pode ser aromatizada com avelãs ou chocolate.

## Recorde Brasil
Em agosto de 2014, a cidade de Ipanema, em Minas Gerais, registrou o recorde de maior doce de leite do país, ao preparar a guloseima com 507,5 kg. O fato foi registrado e certificado pelo RankBrasil e o doce foi distribuído na edição da Festa do Queijo da cidade.

## Outros nomes
- Dulce de leche (em espanhol)
- Manjar blanco
- Cajeta (na América Central e no México)
- Arequipe (na Colômbia e na Venezuela)